# بايرون ويمبرلي
بايرون ويمبرلي (بالإنجليزية: By Wimberly)‏ هو مدرب كرة سلة أمريكي، ولد في 3 سبتمبر 1892 في ستيفنسون في الولايات المتحدة، وتوفي في 12 مايو 1956.

## وصلات خارجية
- بايرون ويمبرلي على موقع مرجع كرة القدم المحترفة.كوم (الإنجليزية)